# Henry Medina
Henry Alexander Medina Blasac (ur. 16 marca 1981 w Nueva Concepción) – piłkarz gwatemalski grający na pozycji środkowego obrońcy.

## Kariera klubowa
Karierę piłkarską Medina rozpoczął w klubie Deportivo Teculután. W 2002 roku zadebiutował w jego barwach w pierwszej lidze gwatemalskiej. Grał w nim do końca sezonu 2003/2004. Latem 2004 przeszedł do CSD Municipal z miasta Gwatemala. Wraz z CSD Municipal trzykrotnie wywalczył mistrzostwo fazy Apertura (2003/2004, 2004/2005, 2005/2006) i trzykrotnie fazy Clausura (2004/2005, 2005/2006, 2007/2008).
W 2008 roku Medina został zawodnikiem klubu CSD Xinabajul. W połowie sezonu 2009/2010 odszedł z tego klubu do CD Suchitepéquez z miasta Mazatenango.
| Sezon   | Klub                | Kraj      | Rozgrywki     | Mecze | Bramki |
| ------- | ------------------- | --------- | ------------- | ----- | ------ |
| 2002/03 | Deportivo Teculután | Gwatemala | Liga Nacional | ?     | ?      |
| 2003/04 | Deportivo Teculután | Gwatemala | Liga Nacional | ?     | ?      |
| 2004/05 | CSD Municipal       | Gwatemala | Liga Nacional | 29    | 1      |
| 2005/06 | CSD Municipal       | Gwatemala | Liga Nacional | 36    | 0      |
| 2006/07 | CSD Municipal       | Gwatemala | Liga Nacional | 26    | 0      |
| 2007/08 | CSD Municipal       | Gwatemala | Liga Nacional | 4     | 1      |
| 2008/09 | CSD Xinabajul       | Gwatemala | Liga Nacional | 28    | 0      |
| 2009/10 | CSD Xinabajul       | Gwatemala | Liga Nacional | 20    | 1      |
| 2009/10 | CD Suchitepéquez    | Gwatemala | Liga Nacional | 18    | 0      |
| 2010/11 | CD Suchitepéquez    | Gwatemala | Liga Nacional |       |        |

## Kariera reprezentacyjna
W reprezentacji Gwatemali Medina zadebiutował 18 lipca 2004 roku w wygranym 1:0 towarzyskim spotkaniu z Salwadorem i w debiucie zdobył gola. W 2007 roku rozegrał 4 mecze w Złotym Pucharze CONCACAF 2007: ze Stanami Zjednoczonymi (0:1), z Salwadorem (1:0), z Trynidadem i Tobago (1:1) i ćwierćfinale z Kanadą (0:3). W 2011 roku został powołany do kadry na Złoty Puchar CONCACAF 2011.